# Freiämtersturm

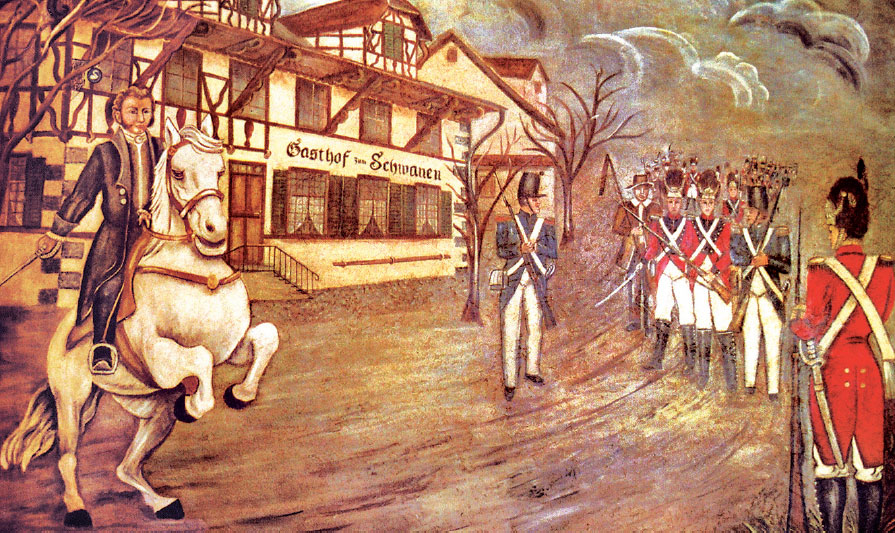
Heinrich Fischer sammelt am Morgen des 5. Dezember 1830 vor seinem Wirtshaus in Merenschwand die ersten Freiwilligen für den Zug nach Aarau.

Der Freiämtersturm (früher auch Freiämterputsch genannt) im Dezember 1830 war ein unblutiger Aufstand im Schweizer Kanton Aargau, der von der unzufriedenen Landbevölkerung im Freiamt ausging. Er ermöglichte die Regenerationszeit mit der Machtübernahme durch liberale Kräfte und löste eine Kette von Ereignissen aus, die letztlich zur Gründung des modernen schweizerischen Bundesstaates im Jahr 1848 führten.

## Vorgeschichte
Nach dem Wiener Kongress von 1815 zeigten sich auch im Aargau immer mehr restaurative Tendenzen, und die Kantonsregierung trat autoritär auf. Die liberale städtische Oberschicht und die Landbevölkerung forderten 1830 nach der Julirevolution in Frankreich Reformen, wenn auch aus ganz unterschiedlichen Motiven.
Die überwiegend reformierten Liberalen fühlten sich den Idealen der Helvetischen Republik und der Französischen Revolution verpflichtet, wollten eine Totalrevision der Aargauer Kantonsverfassung bewirken und die Volksrechte stärken. In Lenzburg bildete sich im September 1830 ein Komitee, das diese Forderungen in einer betont massvoll formulierten Bittschrift an die Regierung festhielt. Als eine Reaktion ausblieb, veranstalteten liberale Kreise am 7. November 1830 in Wohlenschwil eine Volksversammlung, an der 3000 bis 4000 Personen teilnahmen. Die katholisch-konservativen Freiämter wünschten eine materielle Besserstellung und standen dem Staat, der ihnen 1803 durch Napoleon Bonaparte aufgezwungen worden war, ablehnend gegenüber. Dabei spielte es für sie keine Rolle, wer gerade an der Macht war, denn Regierungsverordnungen empfanden sie allgemein als Eingriff in die althergebrachte Lebensweise. Die für den 17. November 1830 angesetzte Neuwahl des Grossen Rates konnte wegen der allgemeinen Unruhe nur in 26 von 48 Wahlkreisen ordnungsgemäss durchgeführt werden.

## Ablauf

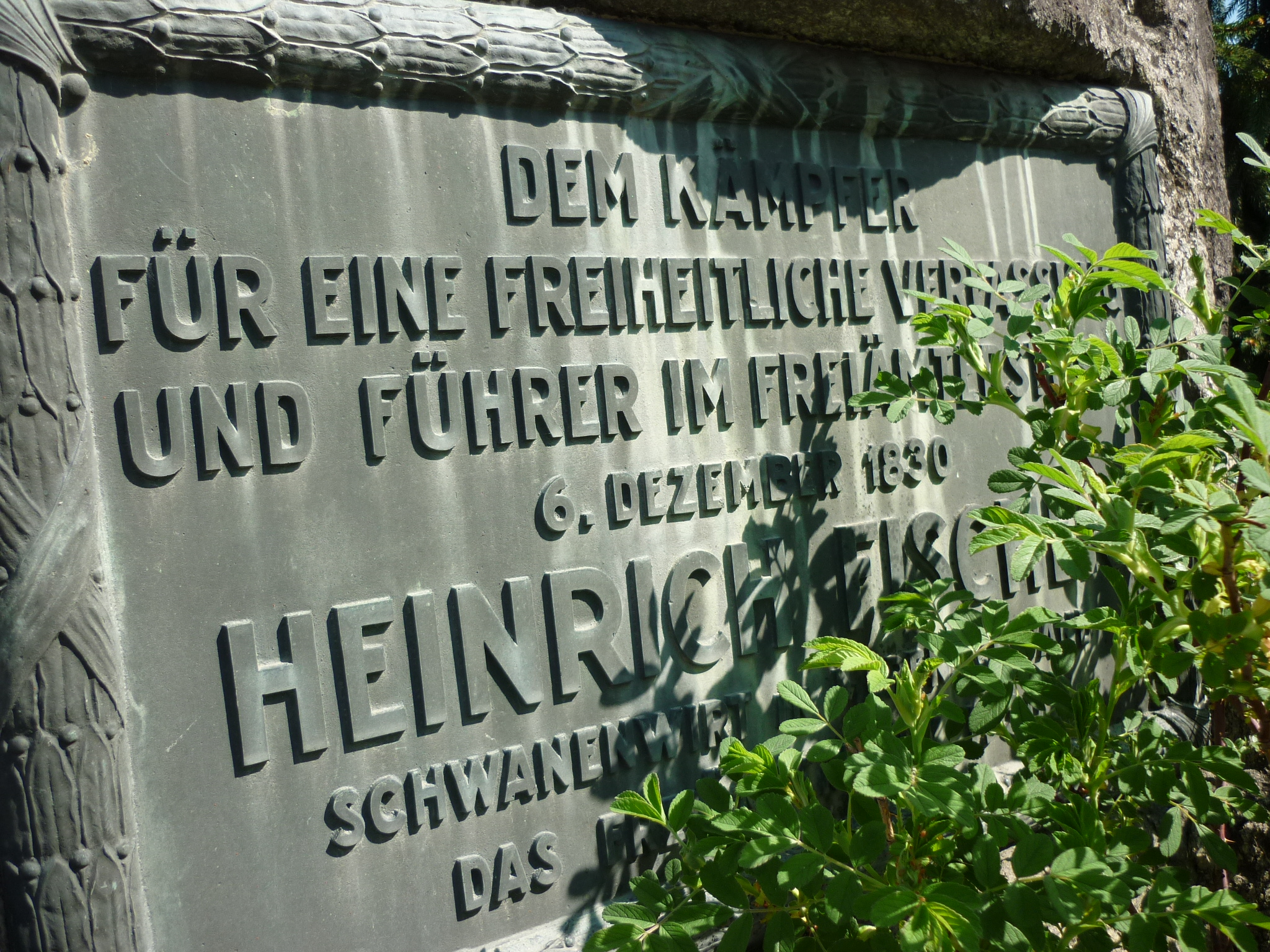
Gedenktafel für Johann Heinrich Fischer beim Gasthof Schwanen in Merenschwand

Nachdem die Regierung nur zögerlich auf die verschiedenen, sich teilweise widersprechenden Forderungen reagiert hatte, rief Johann Heinrich Fischer, Grossratsmitglied aus Merenschwand und Wirt des dortigen Gasthofes Schwanen, zu einem Aufstand auf. Rund 6000 bewaffnete Freiämter versammelten sich am 5. Dezember in Wohlen und zogen in Richtung Aarau. Als selbsternannter Generalleutnant führte Fischer den «provisorischen Kriegsrat» an. Viele Regierungssoldaten liefen zu den Freiämtern über oder erschienen gar nicht erst zum Dienst. Johann Nepomuk von Schmiel, Kommandant der kantonalen Truppen, gab den Befehl, nicht auf die Menge zu schiessen. Die Aufständischen nahmen Aarau am 6. Dezember kampflos ein. Sie besetzten das Zeughaus, umstellten das Regierungsgebäude und erzwangen Verhandlungen.
Am 10. Dezember akzeptierte die Regierung unter Johannes Herzog die Forderung, von einer unabhängigen Kommission eine neue Verfassung ausarbeiten zu lassen. Fischer löste den Freiämtersturm auf und schickte die Aufständischen nach Hause. Die neue Verfassung von 1831 erfüllte zwar einige Forderungen der Freiämter (insbesondere eine geringere steuerliche Belastung), doch die neue liberale Politikergeneration, die an die Macht gekommen war, nutzte die Situation geschickt zu ihren Gunsten aus. Die Volksrechte wurden ausgebaut und die Rolle des Staates weiter gestärkt. Dies war nicht unbedingt im Sinne der Freiämter, die mit ihrem bewaffneten Feldzug eigentlich eine Schwächung des ihnen verhassten Kantons erreichen wollten.

## Folgen
Der Gegensatz zwischen liberalen Reformierten und konservativen Katholiken verschärfte sich in der Folge immer mehr. Die Auseinandersetzungen gipfelten 1834 in den Badener Artikeln und 1841 im Aargauer Klosterstreit. Diese Ereignisse führten letztlich zum Sonderbundskrieg von 1847 und zur Gründung des schweizerischen Bundesstaates im Jahr darauf.